# Serrat de la Roureda
El Serrat de la Roureda és un serrat del terme municipal de Tremp, antigament del de Fígols de Tremp, al Pallars Jussà.
Aquest serrat està situat a prop del límit nord d'aquest antic municipi, a prop del vell termenal amb Sapeira. Pel seu extrem meridional i oest discorre el barranc de la Vileta, i el sud-est arriba a la mateixa carretera del Pont de Montanyana a Tremp, la C-1311, prop de Montserbós.